# Paraphaenocladius intercedens
Paraphaenocladius intercedens är en tvåvingeart som beskrevs av Lars Zakarias Brundin 1947. Paraphaenocladius intercedens ingår i släktet Paraphaenocladius och familjen fjädermyggor. Arten är reproducerande i Sverige. Inga underarter finns listade i Catalogue of Life.